# Hans de Valx
Hans de Vlax (Bruselas, 1535/1540 - Madrid, 1598), conocido en España como Hans de Evalo, fue un relojero de origen flamenco.

## Biografía
Nació en Bruselas y sobre su actividad en Flandes se apunta que pudo haber construido el reloj de Harlingen en los Países Bajos.
Se considera su llegada a Castilla en junio de 1570 y a Madrid hacia 1572, donde ya poseía una casa en 1575.

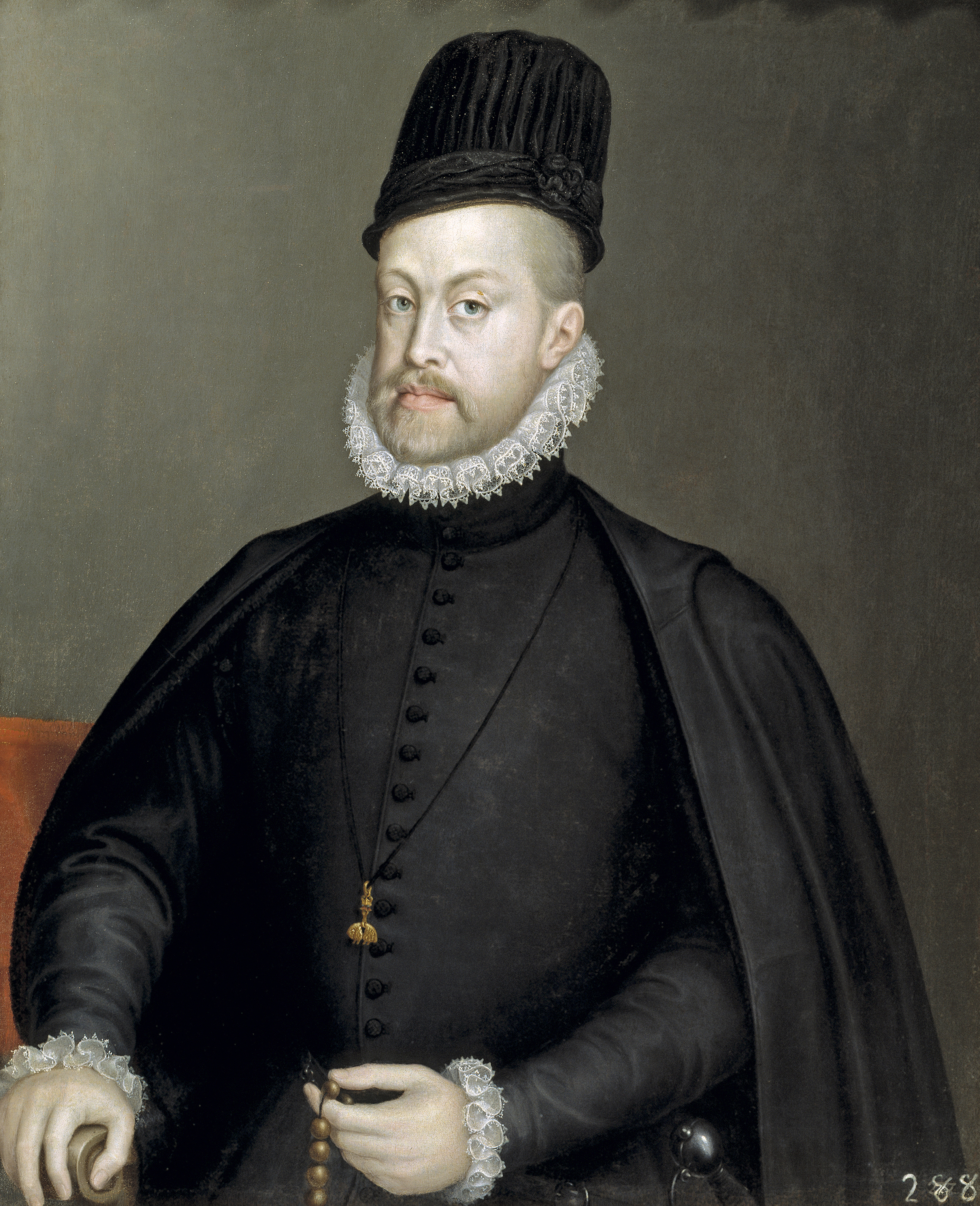
El rey Felipe II

En 1578 declara haber realizado para Felipe II distintos trabajos de relojería que comprenden desde la fabricación de cuatro relojes de distintos tipos (incluyendo relojes mecánicos y de sol) hasta la reparación de otros propiedad del rey.
El 18 de enero de 1580 fue nombrado relojero del rey Felipe II, y falleció en 1598 desempeñando aún el cargo. 
Tuvo al menos dos hijos, Guillermo y Lorenzo. El primero de ellos sería arquero del rey, en 1585; y el segundo, sucesor de su padre.
Entre sus creaciones más destacadas se encuentra el reloj «El Candil», cuya fabricación finalizaría en 1583.

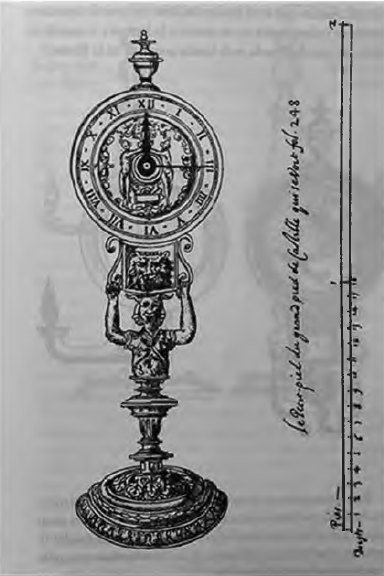
Reloj «el Candil» dibujado por Jean Lhermite.